# Tři muži ve člunu
Tři muži ve člunu, v anglickém originále Three Men in a Boat, je nejznámější humoristický román anglického spisovatele Jerome Klapky Jeromeho. Poprvé vyšel roku 1889. 

## Popis
Pojednává o prázdninové plavbě tří přátel po Temži, spolu se psem Montmorencym (proto má kniha někdy podtitul To Say Nothing of the Dog – O psu nemluvě). Kniha byla původně zamýšlena jako cestopis, ale nakladatelský redaktor Jeromeho přesvědčil, aby z knihy vypustil faktografické pasáže a naopak vsadil na humor. Tři hrdinové knihy byli inspirováni samotným Jeromem a jeho dvěma skutečnými přáteli, manažerem banky Barclays Georgem Wingravem a zakladatelem londýnského polygrafického průmyslu Carlem Hentschelem. Všichni tři přátelé skutečně často jezdili na vodu. Jen pes Montmorency je zcela smyšlený. 
Ačkoli konzervativní kritika odsuzovala vulgaritu a příliš dělnický jazyk románu, měl okamžitý úspěch u čtenářů, jen za prvních deset let se ho prodalo v Británii 202 000 výtisků, což Jeromeho zbavilo jakýchkoli finančních starostí. Autorův nakladatel to ironicky komentoval: „Nechápu, co lidé se všemi těmi výtisky dělají. Často si myslím, že je jedí.“ Napsal také volné pokračování o cyklistickém výletě tří přátel po Německu a Rakousku-Uhersku (včetně Prahy) nazvaný Three Men on the Bummel (česky Tři muži na toulkách), který vyšel roku 1900.
Román Tři muži ve člunu byl též několikrát zfilmován, prvně již v němé éře, v roce 1920. K nejslavnějším patří britská verze z roku 1956, vlastní filmovou podobu natočili ovšem i Němci nebo Rusové. Zajímavostí je, že autorem prvního českého překladu z roku 1902 Tří mužů ve člunu se stal budoucí protektorátní prezident Emil Hácha spolu se svým bratrem Theodorem Háchou. O popularitě knihy v českém prostředí svědčí i to, že se v roce 2009 umístila v anketě České televize Kniha mého srdce, která hledala nejoblíbenější knihu českých čtenářů, na 66. místě.